# Сан-Жозе-ду-Сул
Сан-Жозе́-ду-Сул (порт. São José do Sul)  —  муниципалитет в Бразилии, входит в штат Риу-Гранди-ду-Сул. Составная часть мезорегиона Агломерация Порту-Алегри. Входит в экономико-статистический  микрорегион Монтенегру. Население составляет 1895 человек на 2006 год. Занимает площадь 60,106 км². Плотность населения — 31,5 чел./км².
Праздник города — 16 апреля.

## Статистика
- Валовой внутренний продукт на 2003 составляет 22.148.625,00 реалов (данные: Бразильский институт географии и статистики).
- Валовой внутренний продукт на душу населения на 2003 составляет 12.103,07 реалов (данные: Бразильский институт географии и статистики).